# Willy Hautvast

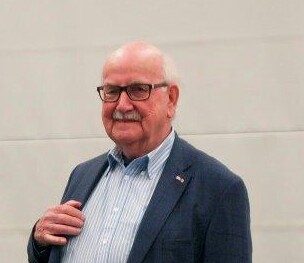
Willy Hautvast

Johannes (Wilhelmus) Willy Hautvast (* 31. August 1932 in Maastricht; † 6. Mai 2020 in Nijmegen) war ein zeitgenössischer niederländischer Komponist.
Als Sohn eines Berufsmusikers war die eigene berufliche Laufbahn, ebenso wie die seines Bruders Guus Hautvast, der als Oboist im Promenaden-Orchester spielte, vorgegeben.
Er absolvierte das Konservatorium Maastricht im Studienfach Klarinette. 
Sodann verpflichtete er sich als Musiker beim Blasorchester der niederländischen Luftwaffe (Kapel van de Koninklijke Luchtmacht) als Klarinettist und später als Arrangeur. Etwa ab 1960 veröffentlichte er erste Manuskripte seiner Arrangements und Kompositionen. Im Jahr 1970 wurde er für seine Komposition Festal Suite mit dem Musikpreis der Gemeinde Hilvarenbeek ausgezeichnet. 1974 wurde ihm die Leitung der Bläserabteilung der Musikschule von Nijmegen anvertraut. Ferner betätigte er sich als Dirigent.
Willy Hautvast starb im Mai 2020 im Alter von 87 Jahren.

## Werke

### Werke für Blasorchester
- 1965 Funny Fantasy
- 1969 Viva el Torro
- 1970 Festal Suite
- 1970 Music to Relax
- 1972 Playful Interlude
- 1972 Evolutions Ouverture
- 1975 Musique à la Carte
- 1977 Happy go Lucky für Xylofon und Blasorchester
- 1979 Theme Varié
- 1979 Suite Fantasque
  1. Introduction
  2. Burlesque
  3. Scherzo
  4. Air
  5. Danse Ternaire
- 1980 Sinfonia Italiano
- 1982 Nijmegen Variationen (Nijmegen Variaties)
- 1983 Petite Suite Pittoresque
  1. Prélude Classique
  2. Danse Populaire
  3. Intermède Moderne
  4. Final Baroque
- 1986 Konzertante Musik
- 1989 A Dutch Overture
- Belcanto Ouverture
- Choral Prelude
- Merry Christmas
- Ouverture Française
- Paganini Variations
- Puccini in Concert
- Quatre bras
  1. Entrée
  2. Danse
  3. Rêverie
  4. Cortège
- Romantic Rhapsody für Brass-Band